# Ribafria (Atouguia da Baleia)
Ribafria é uma aldeia localizada na freguesia de Atouguia da Baleia e no Município de Peniche, em Portugal. Tem 1,2 quilômetros quadrados e segundo censo de 2011, havia 276 habitantes.